# Kari Matenek
Kari Matenek foi a primeira série infantil produzida e transmitida em Timor-Leste, com o objetivo de ensinar português às crianças de Timor-Leste. Kari Matenek significa "espalhar sabedoria", em tétum.
Surgida como ideia da CrocfaeK, Kari Matenek foi financiado através Projecto de Apoio à Comunicação Social da Cooperação Portuguesa e o apoio da Rádio-Televisão Timor Leste, juntamente com a Rádio e Televisão de Portugal.
A série era protagonizada por dois fantoches, Atino e Anita, que ensinavam as crianças nas duas línguas (português e tétum) o vocabulário, os números, os animais, entre outros.